# Кобра 11 (5. сезона)
Пета сезона серије Кобра 11 је емитована од 16. децембра 1999. године до 24. марта 2000. године и броји 11 епизода.

## Опис
Рене Штајнке се придружио главној постави на почетку ове сезоне.

## Улоге
- Рене Штајнке као Том Краних
- Ердоган Аталај као Семир Герхан

## Епизоде
| Бр. еп. (укупно) | Бр. еп. (у сезони) | Наслов                  | Редитељ           | Сценариста                     | Премијера          |
| --- | ------------------ | ----------------------- | ----------------- | ------------------------------ | ------------------ |
| 48 | 1                  | "Пакао на ауто-путу А4" | Раул В. Хајмрих   | Дитер Тарновски                | 16. децембар 1999. |
| Први радни дан Тома Краниха у саобраћајној полицији је почео спектакуларно: на путу ка послу његов бицикл је ударио један стари Мерцедес. Бицикл му је уништен па је возачица Сузане понудила Тому да га одвезе на посао. Она је кренула са сестричином у Ахен, а у колима је и предузетник Ед који тамо има важан састанак. Сузане је тек подигла кола од механичара. Ипак, тамо је нешто пошло по злу: на ауто-путу се папучица за гас заглавила. Мерцедес је почео да јури више од 160 и не може да се заустави. |                    |                         |                   |                                |                    |
| 49 | 2                  | "Љубав је слепа"        | Михаел Карен      | Ралф Руланд                    | 6. јануар 2000.    |
| Том и Семир јуре возача који опасно вози по ауто-путу. Његова кола су изазвала несрећу у којој је једна жена повређена. У болници је речено да је жена привремено изгубила памћење. У њеној торби су Том и Семир пронашли пасош из ког су закључили да се она зове Марија. Ипак, пасош је кривотворен. Такође су пронашли и рачун из ресторана у торби. Марија се не сећа ни пасоша ни рачуна. Кувар ресторана је запамтио да је Марија вечерала са двојицом мушкараца и да су мушкарци отишли таксијем у хотел. Том и Семир су отишли да пронађу те мушкарце у хотелу, али кад су дошли на врата њихове собе, почела је пуцњава.                                    |                    |                         |                   |                                |                    |
| 50 | 3                  | "Лале из Амстердама"    | Матјас Тифенбахер | Ирис Ана Ото и Сузане Мишке    | 13. јануар 2000.   |
| На ауто-путу су Том и Семир видели аутобус како кривуда. Возач је искочио из њега, а аутобус је излетео са пута. Путници су лакше повређени. У аутобусу је пронађена кесица хероина. Испало је да су путници старији људи и корисници дома за старе зарађивали са стране увозећи хероин из Амстердама у Немачку. Један од корисника дома Барле је човек који се брине о свему. Али Барле има нешто спорно: Кролов, човек који је плаћао Барлеа и још неке кориснике дома, хоће или хероин или свој новац назад. Пошто Барле није могао да испуни његов захтев, Кролов је почео да убија кориснике дома за старије.                                                   |                    |                         |                   |                                |                    |
| 51 | 4                  | "Неугодно изненађење"   | Раул В. Хајмрих   | Давид Симонс                   | 20. јануар 2000.   |
| Два брата су опљачкала штедионицу близу ауто-пута. Кад су избројали пле, схватили су да ту има и милион и по долара, али нису знали да директор штедионице Рајсер сарађује са неким злочинцима. Украдени новац је Рајсер прао за те злочинце. Кад су злочинци схватили да је штедионица опљачкана, они су послали убицу на двојицу браће. Том и Семир су у међувремену препознали двојицу браће и кренули код њих. Али и убица је кренуо тамо. |                    |                         |                   |                                |                    |
| 52 | 5                  | "Зец и јеж"             | Дитард Кустер     | Андреас Хекман и Андреас Шмиц  | 10. фебруар 2000.  |
| Док су се Том и Семир возили ауто-путем, њих је претекао болид. Болид је сустигао једна кола и возач је ставио направу на њих. Том и Семир нису успели да спрече возача да окине направу. Возач кола, извесни ДеБрир, је убијен, а болид је побегао. Том и Семир су открили да болид припада Александру Волберту, а он је рекао да не зна ништа о подметању направе. Кад се Џенифер Волберт појавила са масницом на оку, Том и Семир су помислили да је случај решен. Џенифер је Александрова сестра која је била у вези са ДеБриром. Кад је то сазнао, Александар је убио ДеБрира. Али ускоро је почело да се чини да Семир и Том морају да мењају своје објашњење. |                    |                         |                   |                                |                    |
| 53 | 6                  | "Манијак са ауто-пута"  | Матјас Тифенбахер | Ули Тобински                   | 17. фебруар 2000.  |
| Нека особа пуца у гуме колима на ауто-путу. Кола су се преврнула, а путници изгинули. Касније је иста особа гађала бомбама кола. Уз помоћ очевица, Том и Семир су открили лик особе која је одговорна за то. Он се зове Џо и добили су адресу његове мајке којој је Семир оставио своју посетницу. Убрзо након тога, Џо је дошао код мајке и нашао посетницу па је отишао у Семирову кућу. Кад је Семир изашао из куће, сачекало га је велико изненађење. |                    |                         |                   |                                |                    |
| 54 | 7                  | "У бекству"             | Дитард Кустер     | Андреас Тор и Томас Летоха     | 24. фебруар 2000.  |
| Затворски превоз је имао удес на ауто-путу. Током тог расула је један од робијаша Валтер Фром побегао и однео пиштољ са собом. Том и Семир су га изгубили већ при почетку потере. Фром је отишао у кућу Лисе Бертрам која је била једна од талаца током пљачке штедионице због које је он био у затвору. У међувремену, кола за бекство су пронађена па Семир и Том мисле да знају у ком је крају Фром. Крај је онда затворила полиција. Том и Семир верују да ће лако наћи Фрома, али је испало да Лиса није била само Фромова таокиња током пљачке. |                    |                         |                   |                                |                    |
| 55 | 8                  | "Опасне играчке"        | Штефан Мануел     | Штефан Даук и Кристијан Хајдер | 2. март 2000.      |
| Два момка су смислила опасну замисао: Један од њих, Свен, се ухватио за приколицу камиона док је возио скејт, а други, Јоаким, га је пратио колима. На ауто-путу је замало изгубио равнотежу па је ушао у приколицу где је пронашао много оружја. Кад је камион стао, Свен је успео да изађе из приколице. После разговора са возчаима са ауто-пута, Том и Семир су кренули да траже момке, а такође су и замољени да помогну у хапшењу неких трговаца оружјем, али нису знали да постоји веза између ова два случаја. |                    |                         |                   |                                |                    |
| 56 | 9                  | "Тајанствена моћ"       | Алекс Барт        | Ули Тобински                   | 9. март 2000.      |
| Гласник Енрико Серпенте се возио ауто-путем са кофером пуним новцем. Иза њега су се појавила кола која је возила службеница Лаура Вагнер. Чудним оружјем је нациљала Енрикеова кола и опалила. Његова кола су се разобуздала и преврнула. Лаура је стала, покупила кофер са новцем и оставила кашикару у Серпентеовима колима. Мало касније је олупина пукла, а Серпенте погинуо. Том и Семир су чули од очевица шта се десило па су кренули да траже Лаурин Опел. Док су се возили, видели су Опел. Пратили су кола и мало касније су видели како је Лаура уништила неколико кола својим тајанственим апаратом.                                                     |                    |                         |                   |                                |                    |
| 57 | 10                 | "Викендица на језеру"   | Штефан Мануел     | Лоренз Штасен                  | 16. март 2000.     |
| Четворица мушкараца су опљачкали фургон са новцем на ауто-путу. Побегли су прерушени у ловце и отишли у викендицу на тихом језеру. И са друге стране језера има викендице у коју су дошли Семир и Андреа на романтични одмор. Када је Семир хтео да сазна резултат утакмице, он је отишао у викендицу те четворице. Кад су сазнали да је Семир полицајац, они су њега и Андреу узели за таоце. |                    |                         |                   |                                |                    |
| 58 | 11                 | "Црна ружа"             | Раул В. Хајмрих   | Ралф Руланд                    | 24. март 2000.     |
| Један комби је нестао под полицијском пратњом. Том и Семир су послати да га пронађу. После дивље потере, комби је улетео у зграду и пукао, а у њему су пронађени ретки окидачи. Ти окидачи су довели Тома и Семира до удовице међународног трговца оружјем Саше Меја. Удовица Карла Меј је рекла да не зна ништа о окидачима. Касније су кола једног Сашиног сарадника пукла. У олупини су пронађени нацрти зграде. После брзе истраге је утврђено да ће напасти израелско посланство. Том и Семир су отишли код Карле да је питају да ли је то истина, али пре него што су стигли, она је убијена.                                                                  |                    |                         |                   |                                |                    |